# Lou Banach
Lou Banach est un lutteur américain spécialiste de la lutte libre né le 6 février 1960 à Port Jervis.

## Biographie
Lou Banach participe aux Jeux olympiques d'été de 1984 à Los Angeles dans la catégorie des poids lourds et remporte la médaille d'or. Il est le frère de Ed Banach.